# Stuart Taylor
Stuart James Taylor (* 28. November 1980 in Romford, London) ist ein ehemaliger englischer Fußballspieler, der auf der Position des Torwarts spielte.

## Karriere

### Im Verein
Taylor begann seine Karriere als Nachwuchstorhüter beim FC Arsenal, für den er bis 2005 sehr unregelmäßig zum Einsatz kam. Unter anderem gewann er mit dem Verein aber die Premier League 2001/02, den FA Cup 2002/03 und zwei Mal den FA Community Shield. In seinen Arsenal-Jahren wurde er auch mehrfach ausgeliehen, unter anderem zu Crystal Palace und zu Leicester City. Bei jeder der insgesamt vier Leihen spielte er auch einige Male für seine Leihmannschaft. Erst 2005 verließ er Arsenal gänzlich und unterschrieb bei Aston Villa. In den folgenden vier Spielzeiten kam er aber insgesamt nur zwölf Mal bei Ligaspielen zum Einsatz, denn er war hinter Brad Friedel und Brad Guzan nur der zweite Ersatztorhüter. Aus diesem Grund wurde er 2009 für kurze Zeit zu Cardiff City ausgeliehen und wechselte wenig später zu Manchester City. Dort war er Ersatztorhüter von Shay Given.
Obwohl er dort drei Jahre am Stück unter Vertrag stand, wurde er nur bei einem einzigen Pokalspiel auch eingesetzt. Als sich durch eine Verletzung von Given für Taylor die Chance auf regelmäßige Einsätze bot, war der Goalkeeper selbst verletzt. Nichtsdestotrotz hatte Manchester City den Vertrag zwischenzeitlich verlängert, 2012 verließ Taylor aber den Verein. Mittlerweile Anfang bis Mitte 30, spielte er danach noch einige Spielzeiten bei den Vereinen FC Reading und Leeds United, wo er ebenfalls nur Ersatztorhüter war, aber immerhin unregelmäßig eingesetzt wurde. Nachdem er nach Ende seines Vertrags bei Leeds, Mitte 2015, nicht direkt einen neuen Verein gefunden hatte, unterschrieb er 2016 einen Ein-Jahres-Vertrag beim FC Southampton. Dort fungierte er als zweiter Nummer 3 im Tor hinter Fraser Forster und Alex McCarthy. 2017 wurde der Vertrag um ein weiteres Jahr verlängert,  Taylor kam aber nie zu einem Einsatz. Mit dem Auslaufen des Vertrages 2018 beendete der Engländer seine Karriere.

### Nationalmannschaft
Rund um den Millenniumswechsel spielte Taylor einige Male für verschiedene englische Junioren-Nationalmannschaften, darunter für die U20 bei der Junioren-Fußballweltmeisterschaft 1999.

## Erfolge
- Premier League: Premier League 2001/02[2]
- FA Cup: FA Cup 2002/03[3]
- FA Community Shield: 1999, 2002[4]